# امبوترامید
امبوترامید (انگلیسی: Embutramide) یک داروی ضد درد و آرام بخش قوی است. این دارو به عنوان یک عامل بیهوشی عمومی مورد بررسی قرار گرفت، اما مشخص شد که دارای یک پنجره درمانی بسیار باریک است، با دوز ۵۰ میلی گرم بر کیلوگرم که باعث آرامبخشی مؤثر می شود و دوز ۷۵ میلی گرم بر کیلوگرم کشنده است. امبوترامید همراه با اثرات آرام بخش قوی، باعث ایجاد افسردگی تنفسی و آریتمی بطنی نیز میشود. این دارو به دلیل این خواص، هرگز برای استفاده پزشکی به عنوان یک بیهوشی استفاده نشد، زیرا برای این منظور بسیار خطرناک در نظر گرفته شد.